# SprintAir

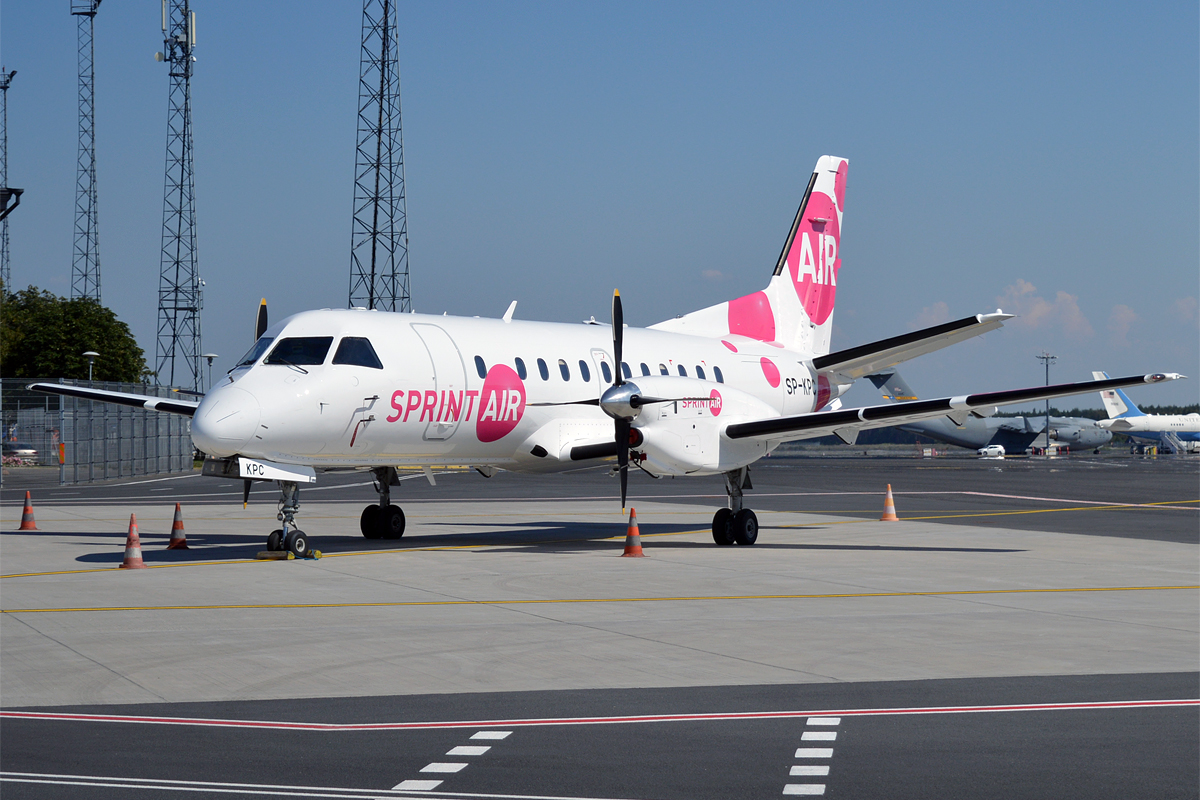

SprintAir — польська авіакомпанія зі штаб-квартирою у Варшаві. Базується в аеропорту імені Фридерика Шопена.
Здійснює вантажні та пасажирські чартерні рейси, регулярні рейси до Польщі, Литви, Латвії, України.

## Напрямки
Здійснює рейси до аеропортів:
 Польща
- Бидгощ, Гданськ, Катовиці, Краків, Познань, Ряшів, Варшава-Шопен (Хаб), Вроцлав;

 Литва
- Каунас;

 Латвія
- Рига;

Україна
- Київ-Жуляни, Львів;

Німеччина
- Берлін-Тегель, Кельн;

Чехія
- Прага.

## Флот
| Тип         | В дії | Замовлено | Пасажирів | Примітки |
| ----------- | ----- | --------- | --------- | -------- |
| ATR 72-200  | 1     | —         | 66        |          |
| ATR 72-200F | 5     | —         | TBA       |          |
| Saab 340A   | 5     | —         | 33        |          |
| Saab 340A   | 5     | —         | 34        |          |
| Saab 340AF  | 7     | —         | TBA       |          |
| Загалом     | 18    | —         |           |          |